# Cebrów (przystanek kolejowy)
Cebrów (ukr. Цебрів, ros. Цебров) – przystanek kolejowy w miejscowości Cebrów, w rejonie zborowskim, w obwodzie tarnopolskim, na Ukrainie.
W dwudziestoleciu międzywojennym była to stacja kolejowa.